# ぐっち夫婦
ぐっち夫婦（ぐっちふうふ）は、TatsuyaとSHINOの2人からなる料理家ユニット。
個人での活動も行う。2022年に第一子が誕生する。離乳食サイト「はらぺこベビー」を運営する。

## メンバー

### Tatsuya
1988年5月9日。東京都在住。株式会社Food Style & Design代表取締役社長。料理家。飲食店でのアルバイトなどを経験し、独学で料理を学ぶ。食べること、作ること、誰かに料理を振るまい、食べる時間、飲む時間をともにするのが好き。料理家活動の他、食品関連企業向けの総合代理店としてマーケティングや新規事業立ち上げ等のコンサル業務に携わる。SNSセミナーや、食系デジタル戦略講演を行う等個人でも多方面で活躍する。

### SHINO
1988年1月26日。東京都在住。料理家。学生時代に栄養学、マーケティングを中心に学び、食の関連企業に多数勤務する。料理の現場経験を経て、独立。フードスタイリスト、栄養士、乳幼児食指導士の資格を持ち、企業の商品・メニュー開発業務に携わる。

## 来歴

### Tatsuya
中高生の頃に「自分で料理を作れたらいいな」と思い、レシピ本を買ったのが初めて料理に触れた経験だった。大学時代には、イタリア・スペイン料理を中心とした飲食店でアルバイトをし、現場で料理の基礎を学んだ。
社会人になってからは、シェアハウスでさまざまな友人・知人の要望に応えて料理を作る経験をし、さまざまなジャンルの料理が作れるようになった。世界旅行が好きで、各国の料理を再現した料理を楽しみながら作るのが得意。
社会人になってSHINOと同僚として出会い、結婚し、夫婦で料理家として歩む。
2020年6月、セブンルール（フジテレビ系列）に出演したりと、その後も多くのメディアに出演し、料理家以外でも幅広く活動している。
ぐっち夫婦としての書籍も多数執筆。各種SNSも展開している。

### SHINO
八百屋の孫として生まれ、幼少期から食に興味を持つ。
女子栄養大学栄養学専攻を卒業。大学時代は、料理の文化やさまざまなジャンルの料理に触れたいという想いから、複数の飲食店でアルバイトの調理を経験した。
食品メーカーで営業としての勤務経験を持った後、食の関連企業に多数勤務し、複数の調理現場や料理の先生のもとで経験を積む。
Tatsuyaと同僚として出会い結婚し、料理家として活動を始める。
2020年6月、セブンルール（フジテレビ系列）に出演し、その後も多くのメディアに出演。
また、料理家活動だけでなく、母校の女子栄養大学で講師として授業を行う他、ドラマやCMの料理監修やフードコーディネーターとしての活動、海外での新規事業の立ち上げにおける企業支援を行なったりと幅広い活動を行っている。第一子が生まれてからは、乳幼児食指導士の資格を取得し、子ども向けのレシピも発信している。

## 実績

### レシピ・メニュー開発の一部
- エスビー食品
- キユーピー
- グリコ
- サントリー
- 宝酒造
- 竹本油脂
- 明治

他

### ドラマ・CM・広告ムービーの料理監修の一部
- AEON マックスバリュ
- 18／40～ふたりなら夢も恋も～
- Kellog
- 昭和産業
- 作りたい女と食べたい女
- ノッキンオン・ロックドドア
- 和田家の男たち

他

### テレビ・ラジオ番組の一部
- きょうの料理（NHK）
- くいしん坊！万才（フジテレビ）
- グッとラック！（TBS）
- 坂上くんが試してみた!!「通販☆家事スクール」（BS朝日）
- サタデープラス（TBS）
- じゅん散歩（テレビ朝日）
- スッキリ（日本テレビ）
- すもももももも！ピーチCAFE（読売テレビ）
- セブンルール（フジテレビ）
- 特選ものコンシェルジュ（テレビ朝日）
- ドデスカ！（名古屋テレビ）
- 土曜スタジオパーク（NHK）
- なないろ日和（テレビ東京）
- 日テレポシュレ（日本テレビ）
- ノンストップ テレビCM 富山のお米「富富富」（フジテレビ）
- ひるまえほっと（NHK）
- ヒルナンデス（日本テレビ）
- VOLVO CROSSING LOUNGE（J-WAVE）
- 和田家の男たち（テレビ朝日）

他

### 動画・LIVE配信の一部
- アサヒビール
- 朝日酒造
- エスビー食品
- オイシックス
- 京葉ガス「京葉ガス展2020 ONLINE がすたんランド」
- 九州電力
- サントリー
- セブンルール「おうちでセブンルール」
- 宝酒造「タカラレシピコンテスト2021」
- 竹本油脂
- 蔦屋家電
- 新潟県「ぐっち夫婦の美味しいごはんいただきます！」
- 野村不動産
- 本がすき。
- 三重県「三重のお宝マーケット×ぐっち夫婦」
- ユウキ食品

### イベント出演の一部
- 朝日酒造「料理教室イベント」
- 味の素「捨てたもんじゃない！料理イベント」
- イオン「ブラックフライデーの料理教室」
- 伊藤園「新製品発表会」
- 一般社団法人Jミルク「Jミルクフェス」
- 愛媛県「えひめ水産応援プロジェクト」
- キッコーマン「ぐっち夫婦の和風クリスマスクッキング♪」
- 九州電力「九州をもっと元気に！おうちでQごはん」
- CreativeCookingBattle 審査員
- グリコ「アーモンドミルクのオンラインイベント」
- 西友 野菜の日「ちょい足し野菜」プロジェクトイベント
- チーズ普及協議会 チーズフェスタ2022「食べて笑ってはい！チーズ！」
- 日本ケロッグ「新製品発表会」
- ひかり味噌「新商品発表会」
- ブラウン「新商品発表会」
- 松屋
- LOFT

### 雑誌掲載の一部
- ESSE
- オレンジページ
- きょうの料理
- クロワッサン
- サンキュ！
- VERY
- レタスクラブ

## 連載

### 連載中
- ESSE online『ぐっち夫婦のつくりたくなるレシピ』
- VERY『ぐっち夫婦の悩みごとなんて料理で解決できる！』
- クロワッサンONLINE『ぐっち夫婦のおつまみリレー』
- おうちごはん『ふたりで楽しむおしゃべりごはん』

### 過去の連載
- E・レシピ
- cookpad news『ぐっち夫婦のおいしい2品献立』
- コクハク
- folk
- 本がすき
- macaroni
- みんなの暮らし日記ONLINE

## 著書
- 『夜食以上、夕食未満。野菜多めで罪悪感なし 遅く帰った日の晩ごはん』
- 『ぐっち夫婦の下味冷凍で毎日すぐできごはん』
- 『毎日作り続けられる ぐっち夫婦のお弁当大作戦 お悩み解決！』
- 『お疲れ、乾杯。今夜は家呑み』
- 『いろいろつくってきたけど、やっぱりこの味』